# ムィコラーイウへのクラスター爆撃
ムィコラーイウへのクラスター爆撃（ムィコラーイウへのクラスターばくげき）は、2022年ロシアのウクライナ侵攻のムィコラーイウの戦いにおいて、3月13日にロシア軍がウクライナのムィコラーイウをクラスター爆弾で爆撃した事件を指す。
この爆撃により、市民9人が亡くなった。

## 犠牲者と損害

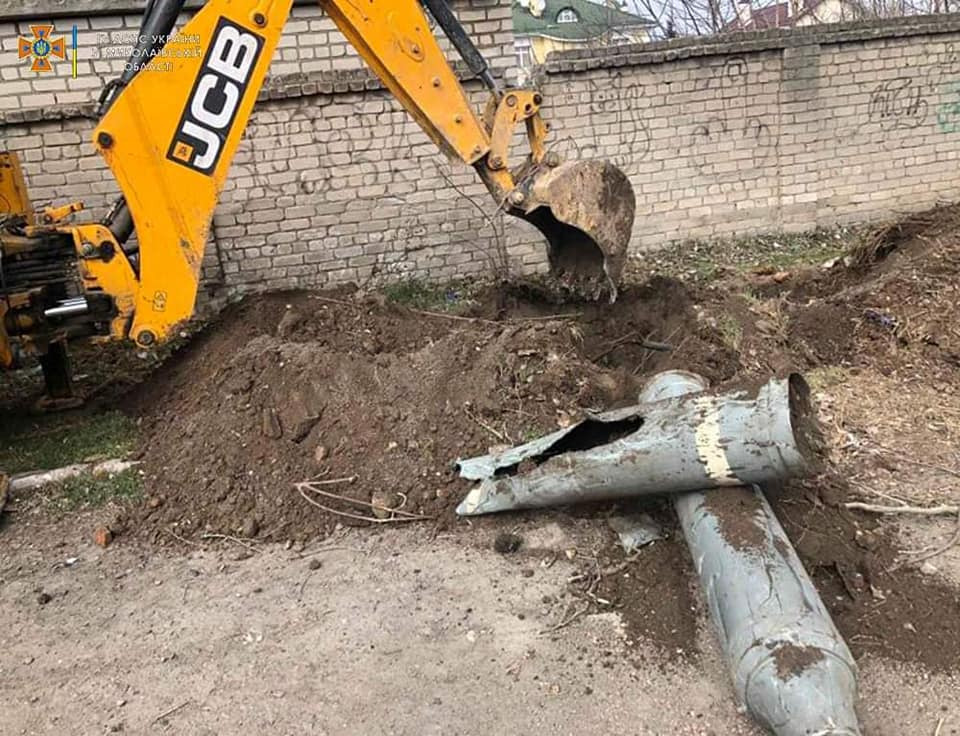
ムィコラーイウにおける爆発物処理（2022年3月14日）

街中のATMで1列に並んで待っていた市民9人が爆撃により亡くなり、住居や民間の建物も爆撃の被害を受けた。ヒューマン・ライツ・ウォッチが爆撃を分析したところ、ロシア軍がBM-30とBM-27により人口密集地帯に向かってクラスター爆弾を発射したことが判明した。

## 戦争犯罪の分析
クラスター爆弾による爆撃が本質的に無差別攻撃であるために、ヒューマン・ライツ・ウォッチは、ムィコラーイウへの爆撃がロシア軍による戦争犯罪の可能性があると指摘した。